# Каргалинский сельсовет (Благоварский район)
Каргалинский сельсовет — муниципальное образование в Благоварском районе Башкортостана.

## История
Согласно «Закону о границах, статусе и административных центрах муниципальных образований в Республике Башкортостан» имеет статус сельского поселения.

## Население
| 2002 | 2009 | 2010 | 2012 | 2013 | 2014 | 2015 |
| ---- | ---- | ---- | ---- | ---- | ---- | ---- |
| 691  | ↗779 | ↘717 | ↘701 | ↗716 | ↗718 | ↗726 |
| 2016 | 2017 |      |      |      |      |      |
| ↘724 | ↘710 |      |      |      |      |      |

## Состав сельского поселения
| № | Населённый пункт | Тип населённого пункта       | Население |
| - | ---------------- | ---------------------------- | --------- |
| 1 | Верхние Каргалы  | село, административный центр | ↗259      |
| 2 | Каргалыбаш       | деревня                      | ↘199      |
| 3 | Нижние Каргалы   | деревня                      | ↘179      |
| 4 | Каргалытамак     | деревня                      | ↘80       |